# Hugo Maximiliano Soria Sánchez
Hugo Maximiliano Soria Sánchez, mais conhecido por Hugo ou Hugo Soria (Paysandú, 16 de fevereiro de 1990) é um futebolista uruguaio que joga como volante. Atualmente, joga no Rentistas.

## Carreira
Hugo começou a sua carreira no Paysandú, do Uruguai. Em 2007, foi contratado pelo Flamengo ainda nas categorias de base. Sem ter atuado no profissional do clube carioca, ele voltou ao seu país para defender o Montevideo Wanderers. Durante 2012 a 2014 ele atuou no Danubio. Na temporada 2014–15, acertou com o Rentistas.

## Estatísticas
Até 5 de dezembro de 2015.

### Clubes
| Clube             | Temporada         | Campeonato nacional | Campeonato nacional | Campeonato nacional | Copa nacional[a] | Copa nacional[a] | Copa nacional[a] | Competições continentais[b] | Competições continentais[b] | Competições continentais[b] | Outros torneios[c] | Outros torneios[c] | Outros torneios[c] | Total | Total | Total   |
| Clube             | Temporada         | Jogos               | Gols                | Assist.             | Jogos            | Gols             | Assist.          | Jogos                       | Gols                        | Assist.                     | Jogos              | Gols               | Assist.            | Jogos | Gols  | Assist. |
| ----------------- | ----------------- | ------------------- | ------------------- | ------------------- | ---------------- | ---------------- | ---------------- | --------------------------- | --------------------------- | --------------------------- | ------------------ | ------------------ | ------------------ | ----- | ----- | ------- |
| Danubio           | 2011–12           | 2                   | 0                   | 0                   | —                | —                | —                | —                           | —                           | —                           | —                  | —                  | —                  | 2     | 0     | 0       |
| Danubio           | 2012–13           | 20                  | 1                   | 0                   | —                | —                | —                | 0                           | 0                           | 0                           | —                  | —                  | —                  | 20    | 1     | 0       |
| Danubio           | 2013–14           | 30                  | 0                   | 0                   | —                | —                | —                | —                           | —                           | —                           | —                  | —                  | —                  | 30    | 0     | 0       |
| Danubio           | Total             | 52                  | 1                   | 0                   | 0                | 0                | 0                | 0                           | 0                           | 0                           | 0                  | 0                  | 0                  | 52    | 1     | 0       |
| Rentistas         | 2014–15           | 29                  | 3                   | 3                   | —                | —                | —                | 2                           | 0                           | 0                           | —                  | —                  | —                  | 31    | 3     | 3       |
| Rentistas         | 2015–16           | 15                  | 0                   | 0                   | —                | —                | —                | —                           | —                           | —                           | —                  | —                  | —                  | 15    | 0     | 0       |
| Rentistas         | Total             | 44                  | 3                   | 3                   | 0                | 0                | 0                | 2                           | 0                           | 0                           | 0                  | 0                  | 0                  | 46    | 3     | 3       |
| Total na carreira | Total na carreira | 96                  | 4                   | 3                   | 0                | 0                | 0                | 2                           | 0                           | 0                           | 0                  | 0                  | 0                  | 98    | 4     | 3       |

- a. ^ Jogos da Copa
- b. ^ Jogos da Copa Sul-Americana
- c. ^ Jogos do Jogo amistoso

## Títulos
Flamengo
- Copa Circuito das Águas: 2007